# Departamento de Niños, Juventud y Familias de Nuevo México

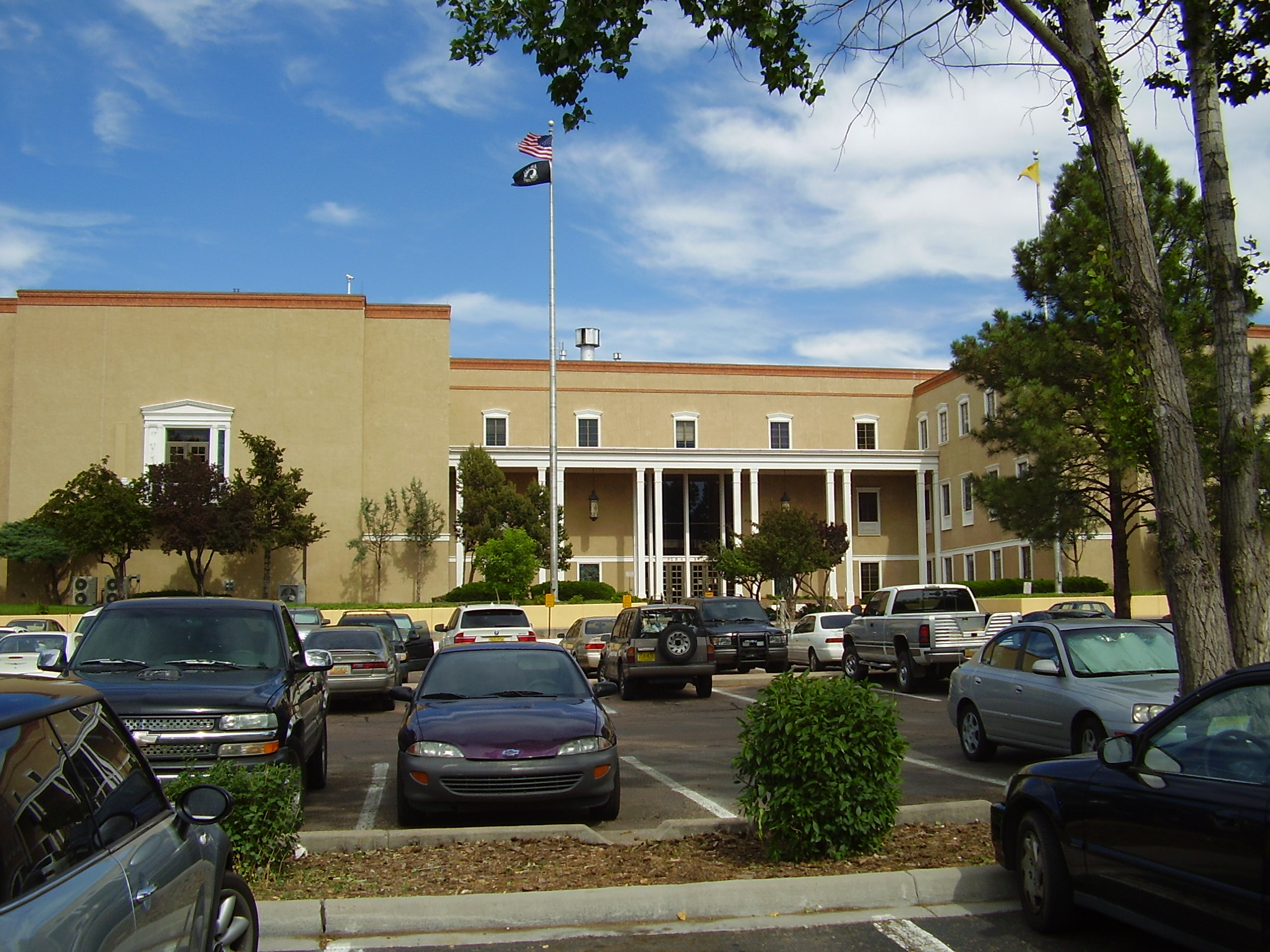
PERA Building, sede del departamento

El Departamento de Niños, Juventud y Familias de Nuevo México o el Departamento de Niños, Jóvenes y Familias del Estado de Nuevo México (New Mexico Children, Youth, and Families Department, CYFD) es una agencia estatal de Nuevo México. Tiene su sede en el PERA Building en Santa Fe.
El departamento de Juvenile Justice Services/Facilities (JJS) de CYFD gestiona prisiones para niños.